# Henry of London

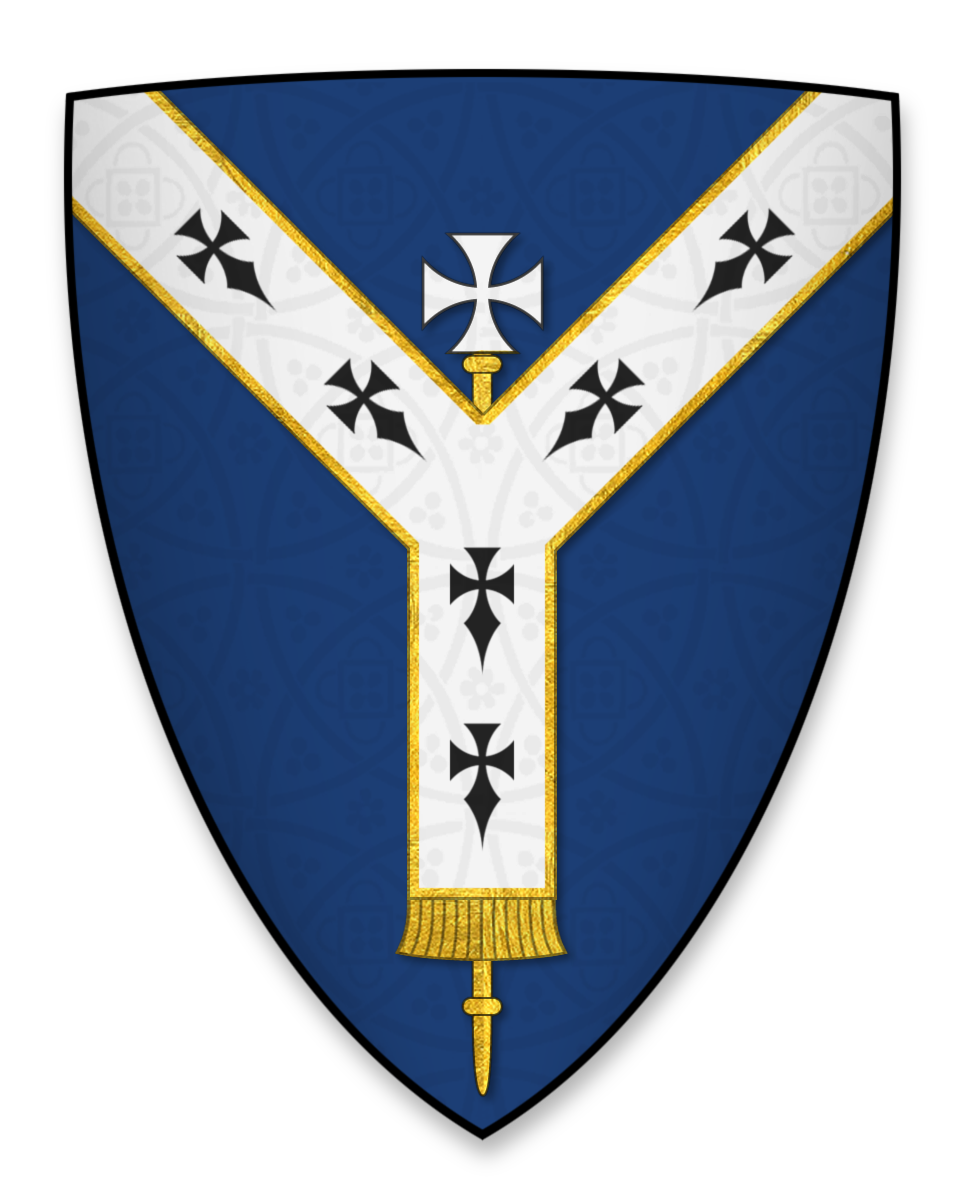
Wappen von Henry of London

Henry of London (auch Henry de Loundres) († 12. November 1228 in Dublin) war ein englischer Geistlicher. Ab 1213 war er Erzbischof von Dublin, dazu diente er von 1213 bis 1215 und von 1221 bis 1224 als königlicher Justiciar of Ireland.

## Herkunft
Henry of London entstammte der Kaufmannsfamilie Blund aus London. Er war ein jüngerer Sohn von Bartholomew Blund († 1201), einem Alderman der City of London. Obwohl Henry nie als Henry Blund bezeichnet wurde, gilt seine Abstammung als gesichert. Zu seinen Geschwistern gehörte der spätere Mayor von London James sowie der Alderman Robert Blund. Henry sorgte sich später um das Wohlergehen seiner Familie und unterstützte einige Angehörige großzügig. Als jüngerer Sohn wurde er für eine geistliche Laufbahn bestimmt. Gelegentlich wird er als Magister bezeichnet, doch es gibt keinen Nachweis, wo er seine Ausbildung erhalten und ob er den akademischen Grad erlangt hat.

## Aufstieg im Dienst für die englische Krone
Henry of London wird erstmals nach 1192 erwähnt, als Hugh de Nonant, Bischof von Coventry ihm die Einkünfte der Kirche von Mayfield in Staffordshire übergab. Vermutlich durch weitere Förderung von Nonant wurde er um 1194 Archidiakon von Stafford. 1195 bot er König Richard I. eine Strafzahlung in Höhe von £ 200 an. Diese Strafe musste er wohl zahlen, da er wohl wie Bischof Nonant die Verschwörung von Graf Johann Ohneland gegen den König unterstützt hatte. Als Johann Ohneland 1199 englischer König wurde, stand Henry in der Gunst des neuen Königs und begann eine Karriere in der königlichen Verwaltung. Zunächst erhob er zusammen mit Simon of Pattishall und dann mit William de Falaise  Steuern in mehreren Grafschaften und Städten. 1200 überwachte er einen Transport des königlichen Schatzes. Vor 1205 hatte er eine Stellung im königlichen Haushalt erreicht. Dort diente er als Schreiber, überwachte den Eingang von Geldzahlungen, die Anlieferung von Wein oder die Versorgung der Jagdhunde. Henry diente aber auch als Diplomat. 1201 reiste er zum König von Navarra. 1204 gehörte er einer dreiköpfigen Delegation an, die den irischen Justiciar Meiler FitzHenry beraten sollte. Zugleich sollten sie dessen Vorwürfe gegen den mächtigen Baron William de Burgh überprüfen. Dann begleitete Henry den Justiciar, als dieser zu Verhandlungen mit dem irischen Kleinkönig Cathal Ó Conchobhair nach Connacht reiste. Als er nach England zurückkehrte, brachte er von William de Burgh gestellte Geiseln mit. Im Frühjahr 1208 reiste Henry als Gesandter zum römisch-deutschen Kaiser Otto, einem Cousin von Johann Ohneland. Weiterhin diente er als Richter. Ab Herbst 1204 gehörte er zu den Beamten, die die Besitzungen des verstorbenen Earl of Leicester verwalteten. Dann gehörte er zu den Richtern, die die Aufteilung der Ländereien zwischen den beiden Schwestern des kinderlos gestorbenen Earls überwachten. Ab Mai 1205 gehörte er zu den Richtern am Königshof, daneben nahm er an Gerichtsreisen durch mehrere Grafschaften teil. Als wegen des Streits um die Einsetzung eines neuen Erzbischofs von Canterbury Papst Innozenz III. 1208 über England das Interdikt verhängte, blieb Henry als Hofbeamter im Gegensatz zu fast allen Bischöfen weiterhin ein loyaler Unterstützer des Königs. Im Juli 1208 gehörte er zu den Gesandten des Königs, die in Dover mit päpstlichen Gesandten und im August mit Stephen Langton, dem Kandidaten des Papstes für das Amt des Erzbischofs, verhandelten. 1209 verhandelte er erneut mit päpstlichen Gesandten, und nachdem der Papst den König exkommuniziert hatte, versuchte er die Bekanntgabe dieser schweren Kirchenstrafe möglichst lange hinauszuzögern. Nachdem die Exkommunikation bekannt geworden war, legte er sein Amt als Richter des Königs nieder, da dies mit seinem Stand als Geistlicher nicht mehr zu vereinbaren war. Henry übte diese vielfältigen und zahlreichen Aufgaben teils zugleich aus, dabei erledigte er sie effektiv, womit er als einer der typischen Hofbeamten der angevinischen Könige gilt.

## Aufstieg als Geistlicher
Johann Ohneland belohnte Henrys Dienste großzügig. Durch den Einfluss des Königs erhielt er zahlreiche Pfründen und Benefiziate. Dazu gehörten neben mehreren Rektoraten das Amt des Dekans des Kollegiatstifts St Mary in Stafford sowie Kanonikerpfründen an den Kathedralen von Lincoln und Exeter. Die beiden Versuche des Königs, Henry zum Bischof in England wählen zu lassen, scheiterten aber. Seit etwa 1207 war Henry Verwalter der seit Tod von Bischof Henry Marshal 1206 vakanten Diözese Exeter. Auf Wunsch des Königs wurde er 1209 vom Kathedralkapitel zum Bischof gewählt, doch Erzbischof Langton erklärte die Wahl aufgrund des Interdikts für ungültig und weigerte sich, Henry zu weihen. Auch die Mönche des Kathedralpriorats von Coventry weigerten sich, Henry zum Bischof von Coventry und Lichfield zu wählen. Weitere Pfründen erhielt er von verschiedenen Magnaten. Henry hielt so eine eindrucksvolle Anzahl von geistlichen Ämtern, deren Anzahl die von anderen Beamten im Dienst des Königs weit übertraf. Durch die Einkünfte aus seinen Pfründen und Ämtern war er ein reicher Mann, dessen Einkünfte mit Sicherheit so hoch wie die von einigen Baronen waren. Neben seinen geistlichen Ämtern konnte Henry durch die Gunst des Königs einige kleinere Vormundschaftsverwaltungen erwerben. Für die Verwaltung der Besitzungen des minderjährigen Erben von Oliver fitz Neal aus Cheshire bot er 1207 50 Mark, wobei er diese Gebühr erst 1219 vollständig bezahlte.

## Erzbischof von Dublin

### Ernennung zum Erzbischof und zum Justiciar
Henry hatte offenbar das uneingeschränkte Vertrauen des Königs und gehörte zu seinen wenigen engen Freunden. Er nahm 1210 nicht an dem Feldzug des Königs nach Irland teil, doch auf Veranlassung des Königs wurde er 1212 unangefochten zum Erzbischof von Dublin gewählt. Papst Innozenz III. bestätigte vor März 1213 die Wahl. Nach seiner Wahl reiste Henry jedoch nicht in seine Diözese, sondern blieb zunächst in England. Im Mai 1213 bezeugte er in Dover mit die Unterwerfung des Königs vor dem päpstlichen Legaten Pandulf. Kurz danach reiste er aber nach Irland. Wenig später machte König Johann deutlich, dass er weiterhin auf die guten Dienste von Henry setzte, als er ihn im Juli 1213 zum Justiciar of Ireland ernannte. Damit hatte Henry nun nicht nur die geistliche Führung, sondern auch die Leitung von Militär, Verwaltung und Justiz auf der Insel inne. Allerdings konnte er als Justiciar of Ireland noch über keinen großen Verwaltungsapparat zurückgreifen, und vermutlich erst 1222 wurde ein eigener königlicher Richter für Irland ernannt.

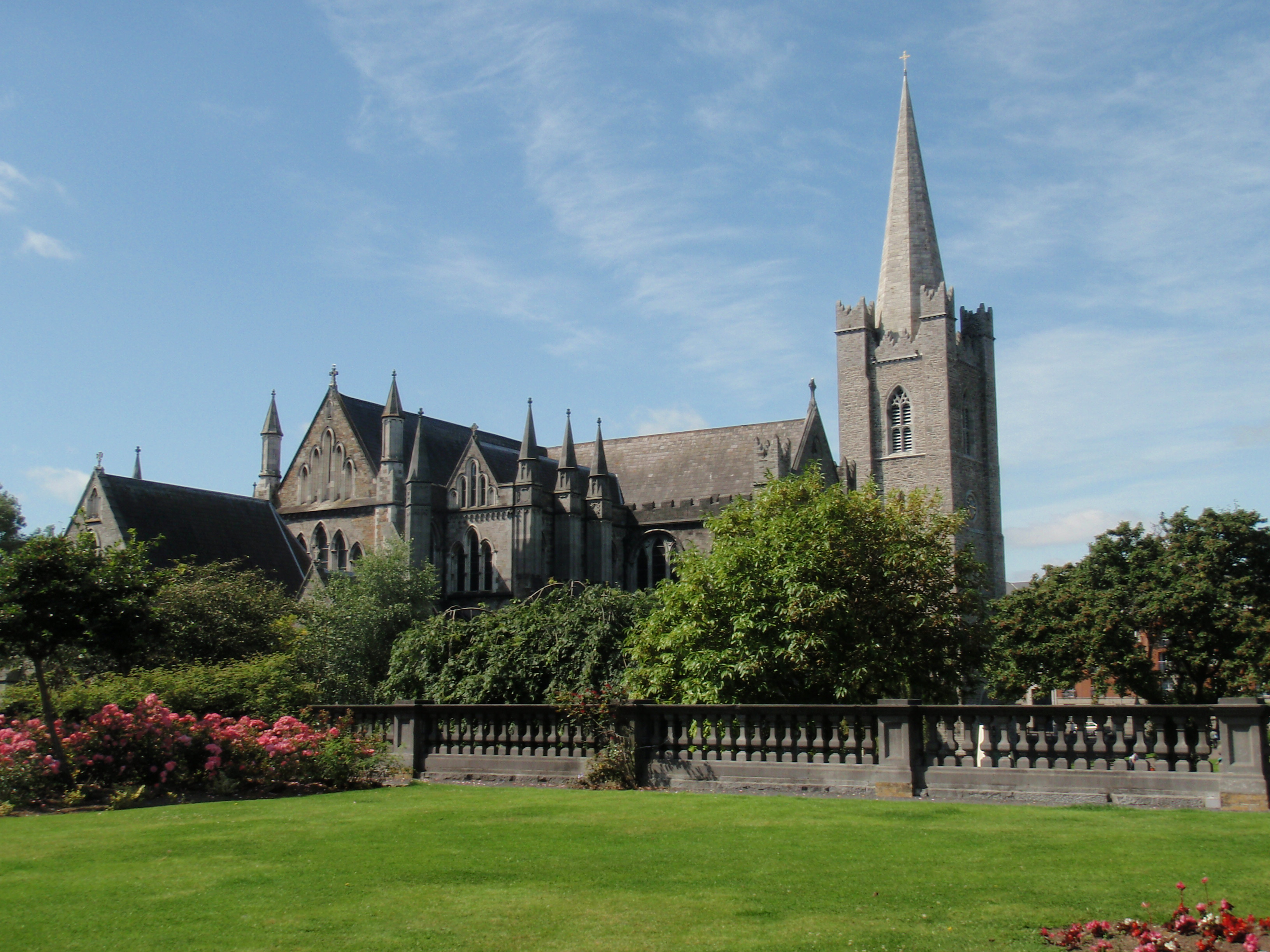
Die während Henry of Londons Amtszeit als Erzbischof zur Kathedrale erhobene St. Patrick’s Cathedral in Dublin

### Erste Amtszeit als Justiciar
Vor August 1213 erreichte Henry Irland. Die nächsten 18 Monate verbrachte er in seiner neuen Diözese. Die anglonormannischen Barone unterstützten ihn, so dass er sie mit dazu bewegen konnte, während der innenpolitischen Krise in England loyal zum König bleiben. Dazu setzte er den Ausbau von Dublin Castle zur steinernen Festung sowie den Bau von weiteren strategisch wichtigen Burgen in der Umgebung der Stadt fort. Dazu gehörte Roscrea Castle, das er als Ausgangspunkt für einen erfolgreichen Feldzug gegen den irischen Häuptling Muirchertach Ó Briain nutzte. Der Burgenbau führte aber auch zu Protesten von irischen Geistlichen, die Henry vorwarfen, die Burgen widerrechtlich auf Kirchengrund errichtet zu haben. Im Mai 1215 verließ Henry Irland. Im Juni 1215 gehörte er zu den engsten Ratgebern des Königs, als der König unter dem Druck der Barone in Runnymede die Magna Carta anerkannte. Wenig später erteilte der König, beraten von Henry, den anglonormannischen Siedlern in Irland, vor allem in den Städten Dublin, Waterford und Dungarvan weitere Privilegien. Am 15. Juli 1215 wurde Henry durch Geoffrey Marsh als Justiciar abgelöst, weil er nicht nach Irland zurückkehren, sondern nach Rom reisen wollte.

### Aufenthalt in Rom
Vermutlich kurz nach dem 28. Juli 1215 verließ Henry von Dorchester aus England. Zusammen mit seinen Suffraganbischöfen Ralph de Bristol von Kildare und Albinus von Ferns nahm er im November in Rom am Vierten Laterankonzil teil, während ihn in Irland die Bischöfe von Ossory und Leighlin vertraten. Inwieweit Henry aktiv am Konzil teilnahm, ist nicht überliefert, doch er blieb auch nach dem Ende des Konzils Ende November in Rom. Am Papsthof setzte er sich erfolgreich zugunsten von König Johann ein, der seine Anerkennung der Magna Carta für ungültig erklärt hatte. Henry gelang es, die Unterstützung des Papstes im  Kampf gegen die rebellierenden Barone zu sichern. Dazu erhielt Henry für seine Arbeit als Erzbischof vier Bestätigungen von Papst Innozenz III. und drei von dessen Nachfolger Honorius III. Dazu gehörte unter anderem die Unabhängigkeit der Kirche von Irland gegenüber der englischen Kirche, die Eingliederung der Diözese Glendalough in das Erzbistum Dublin, die Bestätigung der Rechte und Privilegien der Erzbischöfe als Metropoliten von Irland sowie die Bestätigung der Besitzungen der beiden Dubliner Kathedralen St. Patrick’s Church und Holy Trinity. Vermutlich nachdem Henry in Rom vom Tod Johann Ohnelands erfuhr, verließ er die Stadt. Vor dem 14. Dezember 1216 war er in Oxford und unterstützte William Marshal, der für den minderjährigen König Heinrich III. die Regentschaft führte. Die Unterstützung von Henry of London, der als loyaler Gefolgsmann des verstorbenen Johann Ohneland bekannt war, stärkte den Regentschaftsrat im Kampf gegen die rebellierenden Barone.

### Tätigkeit als päpstlicher Legat
Vor dem 6. Juli 1217 kehrte Henry nach Dublin zurück. Am 29. April 1217 hatte der Papst Henry zum päpstlichen Legaten für Irland ernannt. Er sollte dafür sorgen, dass die im 12. Jahrhundert noch eigenständige irische Kirche weiter der römisch-katholischen Kirche angepasst und der geistlichen Oberhoheit der Päpste unterstellt wurde. Als päpstlicher Legat leitete er 1217 eine Synode der irischen Geistlichen. Die Beschlüsse der Synode sind nicht überliefert, doch nach einer zeitgenössischen Chronik wurden zahlreiche sinnvolle Regeln festgelegt. Zeitweise bezeichnete sich Henry auch als Primas von Irland. Damit beanspruchte er die Führung über die anderen irischen Erzbischöfe von Armagh, Cashel und Tuam, ohne dazu berechtigt zu sein. In England misstraute der von William Marshal geführte Regentschaftsrat den Iren so, dass er 1217 verfügte, dass keine irischen Priester in Ämter an den Kathedralkirchen gewählt werden sollten. Inwieweit Henry auf diese Entscheidung Einfluss genommen hat, kann nicht geklärt werden, aber er war in England, als die Entscheidung getroffen wurde. Zumindest begrüßte und unterstützte er den Aufbau einer von Engländern bzw. Anglonormannen geführten kirchlichen Hierarchie in Irland, und er war aktiv an der Politik der Krone beteiligt, die die irische Bevölkerung offen diskriminierte. Nachweisbar unterstützte er bei umstrittenen Wahlen um kirchliche Ämter die Ansprüche von anglonormannischen bzw. englischen Kandidaten gegenüber irische Kandidaten. Diese Politik führte verständlicherweise zu Konflikten mit irischen Geistlichen, vor allem mit Donnchad Ua Lonngargáin, dem Erzbischof von Cashel. In Dublin wurde unter Henry die von seinem Vorgänger John Cumin angestoßene Rangerhöhung der St. Patrick’s Church zur Kathedrale vollzogen. Nach römischem Vorbild schuf er an der Kathedrale ein Kapitel mit einem Dekan, einem Kanzler, einem Schatzmeister und einem Präzentor. Dabei besetzte er diese Ämter nur mit Anglonormannen bzw. Engländern. Unter diesen Kanonikern befanden sich mit Simon Blund und William of London auch zwei seiner Neffen. Diese die irische Geistlichkeit diskriminierende Politik entfremdete Henry mit der päpstlichen Kurie, denn Papst Honorius III. wünschte eine weitere Reform und Anpassung der irischen Kirche, aber keine Verdrängung der irischen Geistlichen. Dies trug wohl mit dazu bei, dass Henry am 6. Juli 1220 als Legat abrupt abgesetzt wurde.

### Leitung der Verwaltung und erneute Tätigkeit als Justiciar
Bei seiner Rückkehr nach Irland hatte Henry die klare Anweisung erhalten, den Justiciar Geoffrey Marsh zu unterstützen. Dem Justiciar wurde dabei angeordnet, sich von Henry beraten zu lassen, der somit zwar nicht den Titel des Justiciars, aber faktisch wieder die Leitung der Regierung innehatte. 1219 wurde Henry zum Vogt von Irland und damit offiziell zum wichtigsten Ratgeber des Justiciars ernannt. Dabei kam es aber immer wieder zu Spannungen und Konflikten zwischen dem Erzbischof und anderen königlichen Beamten in Irland, wobei es vor allem um juristische Streitigkeiten ging. 1218 beschwerte sich der Erzbischof, weil Geistliche aus seiner Diözese aus seiner Sicht zu Unrecht vor weltlichen Gerichten erscheinen sollten. Einen weiteren Konflikt hatte der Erzbischof mit dem königlichen Forstaufseher Thomas fitz Adam. Zunächst ging es um einen Wilderer, der in königlichen Wäldern gewildert, aber von dem Forstaufseher auf den Ländereien des Erzbischofs verhaftet worden war. Als fitz Adam den Wilderer nicht der Gerichtsbarkeit des Erzbischofs überstellen wollte, exkommunizierte Henry ihn. Der in dem Streit von Geoffrey Marsh unterstützte fitz Adam behauptete nun, dass Henry Kronbesitz widerrechtlich in Kirchenbesitz umwandeln und dabei seine Arbeit behindern würde. Henry verteidigte sich energisch, bat den englischen Kanzler Ralph de Neville um Unterstützung und konnte sich in dem Streit schließlich durchsetzen. Den schwerwiegendsten Konflikt hatte Henry mit den Bürgern von Dublin, da die Liberty of St. Sepulchre, ein Teil der Stadt, der Aufsicht des Erzbischofs unterstand, damit Immunität genoss und auch der weltlichen Gerichtsbarkeit der Erzbischöfe unterstand. Mehrfach beschwerten sich die Bürger beim König über Henry, weil er versuchen würde, die weltliche Gerichtsbarkeit zu behindern. 1223 zog sich Henry den Zorn der englischen Regierung zu, als er ohne Absprache einen Prozess als kirchlichen Streit beurteilte und zur Entscheidung an die päpstliche Kurie verwies. Die Spannungen führten aber nicht zu einem Bruch zwischen der englischen Regierung und dem Erzbischof. 1221 sprach die Regierung Henry ihr Vertrauen aus, als sie ihn als Nachfolger von Geoffrey Marsh offiziell wieder zum Justiciar of Ireland ernannte. Marsh war es nicht gelungen, gemäß den Erwartungen der Regierung die Einkünfte der Krone zu steigern, Die Steigerung der Einkünfte war deshalb das Hauptanliegen des Erzbischofs während der nächsten Jahre. Dazu forderte er energisch von den Baronen Kronbesitz zurück, den diese sich in den vergangenen Jahren widerrechtlich angeeignet hatten. Dabei hatte er die Unterstützung von Papst Honorius III., der versuchte, den minderjährigen englischen König zu unterstützen. Der Papst erlaubte Henry sogar, Kirchenstrafen zu verhängen, um die Barone zur Rückgabe von Kronbesitz und königlichen Burgen zu bewegen. Henrys zweite Amtszeit als Justiciar war aber von weiteren Problemen geprägt. Sie fiel zusammen mit der Rebellion von Hugh de Lacy, die Henry unvorbereitet traf. Er war 1224 sogar offenbar gezwungen, einen Waffenstillstand mit Lacy zu erkaufen, als dieser Dublin bedrohte. Kurz darauf wurde Henry im Juni 1224 von William Marshal, 2. Earl of Pembroke als Justiicar abgelöst. Diesem erfahrenen Militär traute die englische Regierung eher zu, die Rebellion in Irland niederzuschlagen. Danach übernahm Henry kein offizielles Amt mehr. In seinen letzten Jahren versuchte er, Entschädigungen für die Kosten zu erhalten, die er während seiner Amtszeiten als Justiciar hatte.

### Letzte Jahre und Tod
Schon bald nach seiner Ablösung reiste Henry nach England. Im September 1225 nahm er an der Weihe der Kathedrale von Salisbury teil. Möglicherweise reiste er dann nach Frankreich, wo er kurz zuvor einen Grundbesitz im Bistum Autun für die Erzbischöfe von Dublin erworben hatte. Seine Aufgaben als Justiciar und für die Besitzungen des Erzbistums hatten Henry kaum Zeit gelassen, sich ernsthaft um geistliche Angelegenheiten zu kümmern. Neben dem Bau der St. Patrick’s Cathedral setzte er auch den Bau der Holy Trinity Cathedral fort, wobei beide Kirchen nach englischem Vorbild im Early English Style gebaut wurden. Während Henrys Amtszeit wurde das Langhaus von Holy Trinity vollendet. 1220 vergab er Einkünfte an den Prior und den Konvent der Kathedrale, damit sie Mittel für den Bau eines neuen Portals hatten. Im Gegenzug wollten die Mönche in Ewigkeit Messen für sein Seelenheil lesen. Henry machte weitere Schenkungen an Klöster in und um Dublin, darunter an das Hospital of St John the Baptist und an das Priorat Grâce Dieu. Um 1216 gründete er das Hospital St James at the Steyne in Dublin. Nach seinem Tod im November 1228 wurde Henry noch im gleichen Monat in der Holy Trinity Cathedral in Dublin beigesetzt.
Henry Nichte Matilda Scorchvillein könnte auch eine uneheliche Tochter von ihm gewesen sein. Sie heiratete vor 1226 William Marsh, einen Sohn des früheren Justiciars Geoffrey Marsh.

## Bewertung
Henry of London war der zweite anglonormannische Erzbischof von Dublin. Er gilt dabei als einer der aktivsten, aber auch umstrittensten Erzbischöfe des 13. Jahrhunderts. Er hatte in Irland sowohl das höchste geistliche Amt wie auch das höchste weltliche Amt erreicht und dazu für drei Jahre als päpstlicher Legat gedient. Als Justiciar hatte er durch den Bau von Burgen die englische Herrschaft gesichert und die Verwaltung durch die Einführung von neuen Ämtern sowie die Justiz durch die Einsetzung von eigenen Richtern gestärkt. Während seiner Amtszeit musste er sich sowohl vor den Päpsten wie auch den englischen Königen verantworten. Deshalb versuchte er, gleichzeitig weltliches wie auch kirchliches Recht anzuwenden, was aber zu ständigen Problemen führte. Diese Probleme belasteten sein Verhältnis zur englischen Krone. Diese erwartete von ihm, dass er die königlichen Rechte vertrat, während der König im Gegenzug die Privilegien der Kirche anerkannte. Henrys Unterstützung der Politik der englischen Krone, die die irische Bevölkerung diskriminierte, führte aber zum Vertrauensverlust bei der päpstlichen Kurie. Als Erzbischof war es ihm gelungen, die Einkünfte aus den Temporalien so zu steigern, dass sie bei seinem Tod etwa £ 600 jährlich umfassten. Obwohl er als Patronatsherr und durch seine Kirchenbauten eine praktische Frömmigkeit zeigte, war seine Amtszeit vor allem durch seine Verwaltungstätigkeit und weniger durch seine geistliche Führung geprägt.